# Polscy osadnicy w Kolonii Przylądkowej
Polscy osadnicy w Kolonii Przylądkowej (1652–1910) – ścisłe związki handlowe, polityczne i kulturowe z Niderlandami spowodowały, że mieszkańcy Rzeczypospolitej Obojga Narodów zaciągali się na służbę w Holenderskiej Kompanii Wschodnioindyskiej, a także osiedlali się w jej posiadłościach. W tym charakterze pojawili się również w południowoafrykańskiej Kolonii Przylądkowej. Rozbiory Rzeczypospolitej oraz przejęcie Kolonii Przylądkowej przez Wielką Brytanię nie zahamowała polskiego osadnictwa. Polacy brali udział w zagospodarowaniu południa Afryki i współtworzyli nową społeczność (Afrykanerzy, Burowie, Koloredzi).

## Początki osadnictwa (od 1652)
Legenda opowiadana przez Polonię południowoafrykańską sugeruje, że Polakiem był Jan van Riebeck, założyciel i pierwszy gubernator Kolonii. Miałby naprawdę nazywać się Jan Rybka. Biografowie nie potwierdzają tej hipotezy. Z Polski pochodził natomiast inny członek załogi zakładającej placówkę holenderską na Przylądku Dobrej Nadziei, zaufany człowiek van Riebeecka, kadet Paweł Petkow z Gdańska. W październiku 1652 r. wszedł w skład kilkuosobowej rady wojennej, a w grudniu został awansowany do stopnia sierżanta. W latach 50. i 60. XVII w. źródła wymieniają również innych gdańszczan m.in. Jana Liske, Jana Cornelisza i Piotra Mowa. Jan Liske wziął w 1659 r. udział w siedmioosobowej ekspedycji do plemienia Namaqua. W latach 70. XVII w. pojawili się kolejni żołnierze z Gdańska m.in. Mikołaj Bareński, Jan Demant, Krzysztof Serriers oraz Jerzy Botkiewicz z Warszawy, który osiedlił się w Kolonii na stałe. W 1678 r. przybył Justus Stredon, założyciel jednego z liczniejszych obecnie południowoafrykańskich rodów – Strijdom (jego przedstawicielem był m.in. Johannes Gerhardus Strijdom). Niektórzy genealogowie sugerują jego polskie pochodzenie.

## Rządy gubernatorów z rodziny van der Stel (1679-1707)
Nasilenie obecności Polaków wiąże się z rządami w Kolonii Simona van der Stela oraz jego syna Adriana Wilhelma. Być może utrzymywali oni związki z Polską, gdyż drugi syn Simona, Henryk van der Stel, ożenił się z gdańszczanką, Konstancją Abrahamsz. Henryk również pracował dla Kompanii, a małżonkowie spędzili cały rok (1703-1704) w Kolonii Przylądkowej, w drodze do Indii Holenderskich. W tych czasach dowódcą strategicznej placówki na wyspie Robbeniland zostaje Marcin Hamerling z Poznania. Osiedla się również kilkudziesięciu osadników z Polski (gł. z Gdańska i Prus Książęcych) m.in.: Wawrzyniec Kamfer (przodek rodu Campfer), Marcin Meklemburg, Bartłomiej Nachtigal, Ludwik Romejk, Michał Kowalski, Jan Maron, Piotr Malmer, Gotfryd Rode, Tomasz Eysman, czy też Krzysztof Grunwald, założyciel licznego rodu Groenewald (m.in. Pieter Groenewald). Wiele przesłanek wskazuje, że z Polski pochodził również Henryk Fenter, założyciel jednego z najliczniejszych obecnie rodów afrykanerskich – Venter (m.in. Jacobus Johannes Venter). Polacy (Michał Kowalski, Jakub Hofland, Tomasz Tyl) byli również współorganizatorami pionierskiej wyprawy z 1702 r., która doprowadziła do pierwszego w dziejach Afryki Południowej bezpośredniego kontaktu pomiędzy europejskimi osadnikami a plemieniem z grupy Bantu oraz pierwszego zbrojnego starcia pomiędzy obydwoma grupami. Część emigrantów z Polski mogła być skazanymi na banicje przedstawicielami wspólnoty Braci Polskich.

## Apogeum rządów holenderskich (1707-1787)
Bunt osadników z 1706 r. zakończył masowe osadnictwo europejskie. W ciągu XVIII w. do Kolonii napływali jedynie kontraktowi żołnierze i pracownicy cywilni kompanii. Byli wśród nich emigranci z Polski. Niektórzy zakładali rodziny i po zakończeniu kontraktu osiedlali się na stałe. Szczególnie duża liczba żołnierzy z Polski podejmujących w XVIII w. służbę w Kolonii Przylądkowej pochodziła z Prus Królewskich (gł. z Gdańska). Byli to m.in. Maciej Koch (1712 r.), Jan Rak (1721), Paweł Test (1737), Jan Knoop (1737), Henryk Teszler (1738), Jan Kamiński (1746), Andrzej Meyer (1748), Jan Kroll (1750), Karol Freislich (1759), Antoni Krzysztof Kaltenbach (1769), Gottlieb Willer (1727), Karol Goor (1770), Jan Jakub Kube (1775), Krystian Truszke (1784). Z innych części Polski i Rzeczypospolitej przybyli (m.in.): Gotfryd Drocki (1746), Jan Krzysztof Sikora (1756), Jan Wotski (1767), Jan Henryk Jankowicz (1783), Jan Saulus Miller (1770). Na polskie korzenie wskazują nazwiska przybyszy z Holandii: Jan Ludwik Magetski (1735) i Antoni Blisewski (1780). Świadectwem tego osadnictwa są istniejące do dziś rody burskie (afrykanerskie), m.in.: Knoop, Kroll, Tessenaar (od Teszler), Kube, Troskie (od Truszke), Drotsky i Drosky (od Drocki), Jankowitz (od Jankowicz), Kaltenbach, Mulder (od Miller), Willer, Meyer.

## Schyłek rządów holenderskich (1787-1814)
Schyłek rządów holenderskich przypadał na czasy walki oranżystów i patriotów w Holandii, rewolucję francuską, wojny napoleońskie i rozbiory Rzeczypospolitej. Kolonia Przylądkowa kilkakrotnie zmieniała władze zwierzchnie (kompania wschodnioindyjska, okupacja brytyjska, siły batawskie), od 1806 r. była okupowana przez siły brytyjskie, by ostatecznie w 1814 r. przejść oficjalnie pod panowanie Wielkiej Brytanii. W tych czasach wielu Polaków służyło w różnych armiach (francuskiej, batawskiej, brytyjskiej) i w ich szeregach trafiali także do Południowej Afryki. Wielu z nich osiedliło się tu na stałe. Wśród przybyszy z lat dziewięćdziesiątych najwięcej informacji dotyczy Krystiana Schonradta (1792), Jana Michała Sowieckiego (1793) i Ignacego Werdeckiego (1793). Potomkowie dwóch pierwszych noszą obecnie nazwiska Schoonraad i Zowitsky (Zowitsche). Swój kilkumiesięczny pobyt w Kolonii Przylądkowej, w schyłkowym okresie rządów Holendrów opisał w pamiętniku, Teodor Anzelm Dzwonkowski. W 1811 r., w okresie brytyjskiej okupacji, przybył do Kolonii Przylądkowej 1 Batalion brytyjskiego 60 pułku piechoty. Polacy stanowili 20% jego stanu. Byli to dawni żołnierze napoleońscy, którzy dostali się do niewoli na Haiti (1803 r.) lub w Holandii (1809 r.). Złe warunki niewoli zmusiły ich do zaciągnięcia się na służbę brytyjską. Około 40 polskich żołnierzy z tego batalionu po demobilizacji pozostało w Kolonii. Byli to m.in. założyciele istniejących do dziś rodów południowoafrykańskich (afrykanerskich): Jan Kiczuk (Kitshoff), Jan Lacki (Latsky), Jan Koleski (Kolesky, Colesky), Marcin Iwaszkiewicz (Jewaskiewitz), Jan Mazurek (Masureik), Jan Bareński (Barensky, Barensche), Gabriel Waleński (Valensky) oraz prawdopodobnie Piotr Beirowski (Beirowski, Browski).

## Rządy brytyjskie (1814-1910)
Ostatni etap zasilenia społeczności afrykanerskiej przez osadników z Polski przypada na czasy przynależności Kolonii Przylądkowej do Wielkiej Brytanii (1814–1910). W odróżnieniu od większości poprzednich emigrantów, osadnicy przybywali często całymi rodzinami, głównie w ramach dwóch akcji osiedleńczych z lat 1857–1861 i 1876–1878. Najwięcej Polaków przybyło z zaboru pruskiego, szczególnie licznie z powiatu babimojskiego (Wielkie Księstwo Poznańskie, Prowincja Poznańska). Z Babimostu i okolic pochodzili przodkowie rodów Ankiewicz, Henfling, Liss, Schukala, Waberski, Weimann, Woicichowsky. Z innych regionów Polski (gł. z zaboru pruskiego) pochodzili przodkowie rodów: Baranski, Dobrowski, Dombrowski, Juritz, Gregorowski, Bogocki-Aproskie, Lazarus, Skowronek, Skorbinski, Witkowski, Jacobi-Grabowski, Prozesky, Pachonick, Neizel, Dubiel, Lietkie, Robek, Stark, Lepinski, Mantej, Czapiewski, Zalewski, Rewitzki.